# Unione Sportiva Sebinia Alto Sebino
L'Unione Sportiva Sebinia Alto Sebino, fondata negli anni quaranta e conosciuta semplicemente come Sebinia, è stata una società calcistica di Lovere, tra la Val Camonica e il lago Sebino, nella provincia di Bergamo.
Negli ultimi anni di attività, cessata nel 2016, ha militato a cavallo dei campionati di Prima Categoria e Promozione, anche se, col nome di Sebinia Lovere partecipò a due campionati di Serie C e a tre campionati di Promozione (attualmente Serie D) a cavallo tra la fine degli anni quaranta e l'inizio degli anni cinquanta.

## Storia
(Vittorio Feltri, Presentazione della squadra)

La formazione della Sebinia che ha militato in Serie C

Il club venne fondato nel 1921 col nome Circolo Sportivo Aurora e iscritto ai tornei U.L.I.C. quando il Comitato di Bergamo non è stato ancora fondato (1922-1923), ma contemporaneamente si iscrive nel 1921 ai campionati della Confederazione Calcistica Italiana.
Disputa i campionati U.L.I.C. fino al 1925-1926 quando viene iscritta alla F.I.G.C. con denominazione Gruppo Sportivo S.A. Franchi Gregorini. di Lovere, denominazione con cui disputò il suo ultimo campionato di Seconda Divisione 1929-1930, per poi ritornare in ambito provinciale U.L.I.C. disputando i campionati bergamaschi con la nuova denominazione Associazione Calcio Sebinia fino alla stagione 1933-1934.
Nata per essere il punto di riferimento delle squadre del Sebino, non tardò a diventarlo.
Dopo la Seconda guerra mondiale infatti la squadra ottenne la possibilità di giocare in Serie C la stagione del 1947-1948, che iniziò con uno 0-0 contro il Monza. L'annata si concluse con un ottavo posto che, stante la programmata rigenerazione della categoria, fu largamente insufficiente per evitare la retrocessione nella Promozione, l'antesignana della attuale Serie D.
Il 1948-1949 fu invece un campionato più felice: la squadra loverese, dopo una lotta durata tutto l'anno con Abbiategrasso, Chiari e Fidenza riuscì a vincere il suo girone conquistando così un'altra promozione in Serie C.
Nonostante tutto anche la seconda salita in Serie C durò solamente un anno e, con un terzultimo posto nel girone B, a nove punti dalla Pro Gorizia salva, vi fu un'altra retrocessione.
Giunta quinta nella Promozione del 1950-1951 la società retrocedette ancora nel 1951-1952: con la riforma dei campionati e la divisione della Promozione in IV Serie (campionato interregionale) e in Promozione (campionato regionale) il diciassettesimo posto ottenuto sancì l'iscrizione per l'anno successivo in Promozione regionale.
Nel 1952-1953 la squadra giunse ultima nel Girone B lombardo di Promozione e venne quindi retrocessa. Rifondata negli anni cinquanta come ILVA Lovere (poi C.A. Italsider Lovere) tornò ad imporsi a livello regionale nel 1960-1961, quando arrivò seconda nel Girone A lombardo di Prima Categoria (equivalente all'attuale Eccellenza) a soli due punti dalla capolista, l'Aurora Travagliato. Anche nel 1961-1962 la squadra disputò un buon campionato giungendo terza a quattro punti dal duo di testa, formato dall'Aurora Travagliato e dall'Associazione Calcio Beretta di Gardone Val Trompia.
Giunta nel 1965-1966 dodicesima a venticinque punti non riuscì, nel 1966-1967, a raggiungere il settimo posto valido per l'ammissione nella nuova categoria della Promozione Regionale e retrocedette così in Prima Categoria.
Rifondata negli anni novanta col nome di A.C. Sebinia Alto Sebino la squadra riuscì a tornare a livelli regionali nel 1992, grazie alla vittoria ottenuta nel campionato di Promozione.
Le stagioni di Eccellenza del 1993 e del 1994 furono travagliate: nella prima si salvò all'ultima giornata ottenendo un brutto tredicesimo posto e, nella seconda, retrocesse nuovamente in Promozione a causa del quattordicesimo posto finale.
Passati difficili momenti in società (fu rifondata prima col nome di Sebinia Pianico e poi coll'odierno U.S.D. Sebinia Alto Sebino) stette per tre stagioni (1995, 1996 e 1997) in Promozione prima di retrocedere in Prima Categoria.
È riuscita a risalire in Promozione (categoria in cui milita attualmente) solamente nel 2007, vincendo i play-off di Prima Categoria. Al termine della stagione 2007-2008 ha conquistato la salvezza con una giornata d'anticipo. Nella stagione 2012-2013 chiude il campionato all'ultimo posto in classifica, retrocedendo matematicamente in Prima Categoria con due giornate d'anticipo rispetto alla fine del campionato.
Ritorna in Promozione nella stagione 2014-2015 e vi rimane fino al 2016, anno in cui si ritira dal campionato e viene radiata dalla FIGC.

## Palmarès

### Competizioni regionali
- Prima Divisione: 1

1946-1947 (girone D)
- Promozione: 1

1948-1949 (girone D)
- Prima Categoria: 3

1977-1978, 1980-1981, 1989-1990 (girone C)
- Seconda Categoria: 1

1963-1964 (girone C)

### Altri piazzamenti
- Campionato Dilettanti Lombardia:

Secondo posto: 1958-1959 (girone A)
- Promozione:

Secondo posto: 1973-1974 (girone B)
- Prima Categoria:

Secondo posto: 1959-1960 (girone A), 1960-1961 (girone A), 1972-1973 (girone B)
Terzo posto: 1961-1962 (girone A)

## Giocatori famosi
- Giacomo Foresti
- Piero Persico